# Šahovska končnica
Šahovska končnica je zadnji del šahovske igre, ko je na šahovnici ostane malo figur. Za začetnike je po priporočilu Capablance najbolje, da se jo naučijo najprej. 
Meja med središčnico in končnico je dostikrat zabrisana. V končnici veljajo drugačna načela, kot v otvoritvi ali središčnici.
Ko preidemo v končnico brez materialne prednosti ali pozicijske prednosti, se bo končnica brez velikih napak končala z remijem.